# Parbattia serrata
Parbattia serrata là một loài bướm đêm trong họ Crambidae.